# Salts als Jocs Olímpics d'estiu de 1992
Als Jocs Olímpics d'Estiu de 1992 celebrats a la ciutat de Barcelona (Catalunya) es disputaren quatre proves de salts, dues en categoria masculina i dues en categoria femenina. La competició es desenvolupà entre els dies 26 de juliol i 3 d'agost de 1992 a la Piscina Municipal de Montjuïc.

## Comitès participants
Hi participaren un total de 100 saltadors, 46 homes i 54 dones, de 31 comitès nacionals diferents.
| - Alemanya (6) - Argentina (2) - Austràlia (7) - Àustria (2) - Bèlgica (1) - Brasil (1) - Bulgària (1) - Canadà (8) - Corea del Nord (4) - Equip Unificat (7) - Espanya (3) | - Estats Units (7) - França (2) - Grècia (1) - Hongria (3) - Itàlia (3) - Japó (3) - Mèxic (8) - Nova Zelanda (1) - Noruega (1) - Països Baixos (2) | - Polònia (1) - Romania (4) - Regne Unit (4) - Suècia (1) - Suïssa (2) - Sud-àfrica (1) - Txecoslovàquia (3) - Veneçuela (1) - Zimbàbue (2) - R.P. de la Xina (8) |

## Resum de medalles

### Categoria masculina
| Prova                       | Or         | Argent      | Bronze        |
| Trampolí de 3 m. Detalls    | Mark Lenzi | Tan Liangde | Dmitri Saütin |
| Plataforma de 10 m. Detalls | Sun Shuwei | Scott Donie | Xiong Ni      |

### Categoria femenina
| Prova                       | Or         | Argent           | Bronze           |
| Trampolí de 3 m. Detalls    | Gao Min    | Irina Lashko     | Brita Baldus     |
| Plataforma de 10 m. Detalls | Fu Mingxia | Yelena Miroshina | Mary Ellen Clark |

## Medaller
| Posició | País            | Or | Argent | Bronze | Total |
| 1       | R.P. de la Xina | 3  | 1      | 1      | 5     |
| 2       | Estats Units    | 1  | 1      | 1      | 3     |
| 3       | Equip Unificat  | 0  | 2      | 1      | 3     |
| 4       | Alemanya        | 0  | 0      | 1      | 1     |